# دوغلاس سيرك

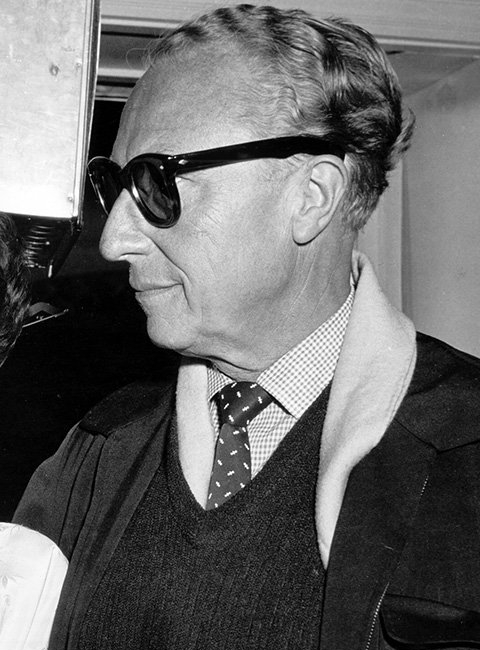
دوغلاس سيرك

هانز ديتليف سيرك (بالإنجليزية:[Douglas Sirk] 26 أبريل 1897 - 14 يناير 1987) مخرج أفلام ألماني اشتهر بعمله في ميلودراما هوليوود في الخمسينيات بدأ سيرك مهنته في ألمانيا كمخرج مسرحي، لكنه غادر إلى هوليوود عام 1937 لأن زوجته اليهودية تعرضت للاضطهاد من قبل النازيين أثر على مخرجين عظماء مثل ديفيد لينش ولارس فون ترايير ووونغ كار واي وكوينتين تارانتينو وبيدرو ألمودوفار.
في 1950s، وحقق أكبر نجاح تجاري له مع أفلام دراما في حين أن النقاد انتقدوا هذه الأفلام في البداية باعتبارها صورًا نسائية عاطفية، إلا أنها تعتبر اليوم على نطاق واسع من قبل مخرجي أفلام مهمين ونقاد على أنها روائع. يُنظر إلى أعماله على أنها «نقد للبرجوازية بشكل عام ولأمريكا في الخمسينيات من القرن الماضي بشكل خاص»، بينما كان يرسم «صورة عطوفة لشخصيات محاصرة بسبب الظروف الاجتماعية».

## استقبال أفلامه
تم استقبال أفلامه في عصره من قبل النقاد بشكل سلبي لكن اليوم تعتبر الكثير من أفلامه من أهم الأفلام في التاريخ ومنها:
Imitation of Life (1959)
All That Heaven Allows (1955)
Written on the Wind (1956)
Magnificent Obsession (1954)
Lured (1947)
وغيرها الكثير

## وصلات خارجية
دوغلاس سيرك على imdb